# Nicolás Ruiz
La città di Nicolás Ruíz è a capo dell'omonimo comune, nello stato del Chiapas, Messico. Conta 3 897 abitanti secondo le stime del censimento del 2005 e le sue coordinate sono 16°26'N 92°35'W.

Dal 1983, in seguito alla divisione del Sistema de Planeación, è ubicata nella regione economica I: CENTRO.

## Toponimia
Porta il nome in onore al politico e militare Nicolás Ruiz, che lottò nell'intervento militare dei francesi e divenne governatore dello stato.